# Arca (organización)
El Arca (del ruso: Ковчег) es un proyecto internacional que busca apoyar a los emigrantes rusos que se oponen a la invasión a gran escala de Ucrania por parte de Rusia y buscan refugio en el extranjero. Liderado por la abogada rusa y activista de derechos humanos Anastasia Burakova, El Arca ofrece apoyo legal y psicológico, así como asistencia para la integración. La organización ha establecido refugios de forma intermitente en Estambul, Ereván, Varsovia, Astaná, Aktobé y Almaty.

## Historia
El Arca fue fundada por una abogada y activista rusa de derechos humanos, la exdirectora de la fundación Rusia Abierta, Anastasia Burakova. l proyecto se inspiró en la Casa de la Bielorrusia Unida en Vilna, que unió a los emigrantes bielorrusos que huían de la represión después de las protestas bielorrusas de 2020-2021 .    El Arca recibió el apoyo inicial del Comité Antiguerra fundado en 2022 por el político ruso Dmitry Gudkov y el empresario Mikhail Khodorkovsky .  
El Arca inició sus operaciones el 10 de marzo de 2022  y recibió aproximadamente 5000 consultas en las primeras 24 horas. La red inicial de refugios, con capacidad para 25 personas, se amplió rápidamente a 150 plazas durante el primer mes.  Para agosto de 2022, el canal de Telegram del proyecto alcanzó los 70 000 seguidores. El número de voluntarios que gestionaron consultas, brindaron asesoramiento y ayudaron a los nuevos migrantes llegó a 650. Tras la movilización en Rusia, el Arca abrió un albergue en Varsovia, dos en Almaty y albergues en Actobe y Astaná para albergar a personas que huían de Rusia, Ucrania, Bielorrusia y Tayikistán .    
El 28 de marzo de 2022, El Arca lanzó un servicio gratuito de apoyo psicológico grupal e individual, que asistió a 85.000 personas en 8 meses, y cursos de idiomas gratuitos.   En el verano de 2022, el proyecto abrió un centro de recursos en Ereván, donde se organizaron reuniones y conferencias. A principios de 2023, la audiencia del proyecto en Telegram superó los 155.000 seguidores. Alrededor de 2.000 voluntarios brindaron 100.000 consultas legales. Casi 1.300 personas participaron en cursos de idiomas. El proyecto también planeó abrir centros de diáspora en nuevas ciudades para ofrecer espacios de coworking y facilitar el desarrollo de proyectos comunitarios.   
A finales de 2022, el miembro de la Duma Estatal Vasily Piskaryov solicitó a la Fiscalía General de Rusia que designara a la organización Arca, junto con otras 30, como "indeseables o extremistas" en Rusia, aunque no se iniciaron acciones legales.  A principios de diciembre de 2023, el Ministerio de Justicia ruso designó a Arca y a su fundadora, Anastasia Burakova, como "agentes extranjeros" por su postura contra la guerra y su cooperación con otros "agentes extranjeros". 

## Actividades

### Asistencia de emergencia, adaptación y apoyo
Debido al estallido de la guerra a gran escala y la represión política en 2022, se estima que entre 500.000 y 1,3 millones de personas abandonaron Rusia en un año.  El Arca ofrece apoyo psicológico, clases de idiomas y asesoramiento legal para la obtención de permisos de residencia, apertura de cuentas bancarias y adquisición de visados. El proyecto coordina a los voluntarios y gestiona un canal de información y una bolsa de trabajo.    Los organizadores imparten clases grupales de idiomas extranjeros y seminarios para ayudar a los migrantes forzados a adaptarse a sus nuevos países.  En Ereván y Estambul, El Arca ofrece alojamiento de hasta dos semanas. Durante las temporadas de mayor afluencia, la red de albergues llegó a albergar a varios cientos de personas. 

### Construcción y apoyo comunitario
El Arca organiza seminarios web educativos y reuniones con emigrantes de antes de la guerra, además de facilitar el intercambio de experiencias. También planean cooperar con proyectos empresariales que se reubicaron debido a la guerra y crear cursos profesionales y una plataforma de servicios individuales. Los voluntarios ayudan a los emigrantes a obtener nuevas profesiones y a legalizar sus documentos de trabajo.  Los voluntarios brindan apoyo en cursos profesionales de reentrenamiento en línea y en seminarios web sobre la legalización de documentos. 

### Defensa internacional
El proyecto aboga por los emigrantes con una postura política pacifista y difunde información sobre el movimiento antibélico ruso a nivel mundial. Anastasia Burakova y otros miembros del Arca abordan las actividades pacifistas, la disidencia en Rusia y la represión en importantes foros, como el Foro Liberal Europeo, el Parlamento Europeo, la Fundación Friedrich Naumann, el Centro de Estudios Nórdicos de la Universidad de Helsinki,  y la Fundación Körber.

### Activismo político
En el verano de 2023, el Arca lanzó la iniciativa "Primer Vuelo", para educar e instruir a los emigrantes sobre las mejores prácticas de gobernanza democrática y desarrollar un marco legal para futuras reformas en Rusia.
La organización también lleva a cabo encuestas sociológicas entre los migrantes de la quinta ola, lo que revela un notable compromiso político. Según estos estudios, el 82% de los participantes ha abandonado Rusia por razones políticas, el 95% quería influir en la situación del país desde el extranjero y el 67% tenía la intención de participar en las elecciones rusas desde fuera.
Burakova impartió cursos de activismo cívico en Belgrado y otras ciudades populares entre los emigrantes rusos. El Arca también participó en la Conferencia de Berlín sobre el sentimiento antibélico y las represiones en Rusia.

### Estructura y financiación del proyecto
El Arca recibió su financiación inicial de Mijaíl Jodorkovski, cofundador del Comité Antibélico de Rusia, lo que le permitió inaugurar los primeros refugios. En el primer mes, el proyecto recaudó hasta 51.000 dólares estadounidenses en donaciones, en parte provenientes de emigrantes de larga duración. De los 100.000 dólares estadounidenses recaudados en los primeros dos meses y medio, hasta 20.000 se destinaron a la red de refugios. El Arca se basa en el crowdfunding, la publicidad y las colaboraciones con empresas como principales fuentes de financiación. 